# Сипинг
Сипинг (四平) град је Кини у покрајини Ђилин. Према процени из 2009. у граду је живело 628.032 становника.

## Становништво
Према процени, у граду је 2009. живело 628.032 становника.
| 1990.   | 2000.   | 2009    |
| ------- | ------- | ------- |
| 313.549 | 465.376 | 628.032 |